# Orhun Ene
Orhun Ene (Erzurum, 1º febbraio 1967) è un ex cestista e allenatore di pallacanestro turco.

## Palmarès

### Giocatore
- Campionato turco: 3

Eczacıbaşı: 1987-88, 1988-89
Ülkerspor: 1994-95